# Julien Lucas (député)
 (avril 2024).
Si vous êtes l’auteur de ce texte, vous êtes invité à donner votre avis ici. À moins qu’il soit démontré que l’auteur de la page autorise la reproduction et que ce contenu soit compatible avec les principes fondateurs de Wikipédia, cette page sera supprimée ou purgée au bout d’une semaine maximum. En attendant le retrait de cet avertissement, veuillez ne pas réutiliser ce texte.
Julien Lucas est un prêtre catholique et homme politique français né le 23 novembre 1743 à Saint-Fiacre et mort le 3 avril 1792 à Saint-Fiacre.

## Biographie
Il entre dans les ordres et devient principal du collège de Tréguier en 1778.
Démissionnaire pour raison de santé, il passe prêtre habitué, et siège, au chapitre de la cathédrale, à côté de Sieyès. Recteur du Minihy-Tréguier en 1785, il préside, en 1789, l'assemblée électorale du clergé de l'évêché de Tréguier, et est élu, dans cette circonscription, député de son ordre, le 21 avril. Partisan des réformes, comme son collègue Sieyès, il se réunit dès le 16 juin au tiers état.
Mais les événements dépassent vite les aspirations réformatrices de l'abbé Lucas ; il se met du parti de la résistance, signe l'Exposition des principes, et, le 4 janvier 1790, lors de la prestation du serment civique, réclame l'appel nominal des ecclésiastiques, et vote avec les restrictions de François de Bonal, évêque de Clermont.
Il est élu maire du Minihy en 1790. Il démissionne dès mars de l'année suivante.
De retour à Saint-Fiacre après la session de la Constituante, il meurt l'année d'après.

## Sources
- Dictionnaire des parlementaires français de 1789 à 1889 (Adolphe Robert et Gaston Cougny)